# Keep On Loving You
"Keep On Loving You" is een nummer van de Amerikaanse band REO Speedwagon. Het nummer verscheen op hun negende studioalbum Hi Infidelity uit 1980. Op 4 november van dat jaar werd het nummer eerst in de VS en Canada uitgebracht als de eerste single van het album. Op 19 januari 1981 volgden Australië en Nieuw-Zeeland en op 6 maart 1981 Europa.

## Achtergrond
"Keep On Loving You" is geschreven door zanger Kevin Cronin. Over het nummer vertelde hij dat hij het nummer als een meer traditionele liefdesballad schreef, en dat de band het vervolgens ontwikkelde naar het powerballadarrangement. Hij zei: "Ik liep de repetitieruimte binnen en ging achter de piano zitten, wat ik nauwelijks doe omdat ik gitaar speel, en ik begon "Keep On Loving You" te spelen. En de andere jongens uit de band keken naar mij alsof ik van een andere planeet kwam. Zij zeiden, 'Wat ben jij...?' omdat we allemaal nummers meebrachten die wij gingen maken en ze keken naar mij alsof ik gek was. En ik zei, 'Joh, dit nummer betekent veel voor mij'. [En zei zeiden] 'Dus, joh, dat is geen nummer van REO Speedwagon'. En ik zei, 'Weet je wat? Ik ben de belangrijkste schrijver binnen REO Speedwagon, dus als ik iets schrijf, is het een nummer van REO Speedwagon. Het is de taak van de band om het een nummer van REO Speedwagon te maken'. Ik was erg gepassioneerd over dit nummer. Iedereen snapte het en vrij snel kwam Gary [Richrath], die zijn gitaar inplugde en akkoorden speelde rond dit liefdesliedje dat ik had geschreven. Voordat we het wisten, was het een nummer 1-hit en iedereen noemde het een powerballad en deden alsof wij de strategie voor succes hadden, terwijl het gewoon een ongeluk was."
"Keep On Loving You" was de eerste plaat van REO Speedwagon die in hun thuisland de Verenigde Staten de bovenste helft van de Billboard Hot 100 haalde. In maart 1981 stond de plaat voor een week op de nummer 1-positie in deze lijst. In het Verenigd Koninkrijk werd het ook een top 10-hit, met de 7e positie in de UK Singles Chart als hoogste notering. 
In Nederland werd de plaat op maandag 16 maart 1981 door dj Frits Spits en producer-invaller Tom Blomberg in het populaire radioprogramma De Avondspits verkozen tot de 135e NOS Steunplaat van de week op Hilversum 3 en werd een gigantische hit in de destijds drie landelijke hitlijsten op de nationale publieke popzender. De plaat bereikte de 13e positie in de Nederlandse Top 40, de 9e positie in de Nationale Hitparade en de 12e positie in de TROS Top 50. In de Europese  hitlijst op Hilversum 3, de TROS Europarade, werd de 14e positie bereikt.
In België werd de 17e positie in de voorloper van de Vlaamse Ultratop 50 bereikt en de 14e positie in de Vlaamse Radio 2 Top 30. In Wallonië werd géén notering behaald.
In de videoclip van "Keep On Loving You" praat Kevin Cronin met een vrouwelijke psychiater over de problemen in zijn relatie, terwijl tussendoor beelden te zien zijn van de band die het nummer live speelt. De clip bevat een scène waarin een vrouw een telefoon opneemt waarvan de draad is verbonden met de gitaar van Gary Richrath, een referentie naar de liveversie van het nummer "157 Riverside Avenue", dat in 1971 werd opgenomen voor het debuutalbum van de band. Op 1 augustus 1981 was het de zeventiende videoclip die in de Verenigde Staten en Canada werd vertoond op de eerste uitzenddag van MTV. In Nederland werd de videoclip destijds op televisie uitgezonden door de popprogramma's AVRO's Toppop en Countdown van Veronica.
Sinds de allereerste editie in december 1999 staat de plaat onafgebroken genoteerd in de jaarlijkse NPO Radio 2 Top 2000 van de Nederlandse publieke radiozender NPO Radio 2, met als hoogste notering tot nu toe een 383e positie in 1999.

## Hitnoteringen

### Nederlandse Top 40
| Hitnotering: 04-04-1981 t/m 23-05-1981 | Hitnotering: 04-04-1981 t/m 23-05-1981 | Hitnotering: 04-04-1981 t/m 23-05-1981 | Hitnotering: 04-04-1981 t/m 23-05-1981 | Hitnotering: 04-04-1981 t/m 23-05-1981 | Hitnotering: 04-04-1981 t/m 23-05-1981 | Hitnotering: 04-04-1981 t/m 23-05-1981 | Hitnotering: 04-04-1981 t/m 23-05-1981 | Hitnotering: 04-04-1981 t/m 23-05-1981 | Hitnotering: 04-04-1981 t/m 23-05-1981 |
| Week                                   | 1                                      | 2                                      | 3                                      | 4                                      | 5                                      | 6                                      | 7                                      | 8                                      |                                        |
| -------------------------------------- | -------------------------------------- | -------------------------------------- | -------------------------------------- | -------------------------------------- | -------------------------------------- | -------------------------------------- | -------------------------------------- | -------------------------------------- | -------------------------------------- |
| Positie                                | 34                                     | 24                                     | 15                                     | 14                                     | 13                                     | 18                                     | 21                                     | 31                                     | uit                                    |

### Nationale Hitparade
| Hitnotering: 11-04-1981 t/m 06-06-1981 | Hitnotering: 11-04-1981 t/m 06-06-1981 | Hitnotering: 11-04-1981 t/m 06-06-1981 | Hitnotering: 11-04-1981 t/m 06-06-1981 | Hitnotering: 11-04-1981 t/m 06-06-1981 | Hitnotering: 11-04-1981 t/m 06-06-1981 | Hitnotering: 11-04-1981 t/m 06-06-1981 | Hitnotering: 11-04-1981 t/m 06-06-1981 | Hitnotering: 11-04-1981 t/m 06-06-1981 | Hitnotering: 11-04-1981 t/m 06-06-1981 | Hitnotering: 11-04-1981 t/m 06-06-1981 |
| Week                                   | 1                                      | 2                                      | 3                                      | 4                                      | 5                                      | 6                                      | 7                                      | 8                                      | 9                                      |                                        |
| -------------------------------------- | -------------------------------------- | -------------------------------------- | -------------------------------------- | -------------------------------------- | -------------------------------------- | -------------------------------------- | -------------------------------------- | -------------------------------------- | -------------------------------------- | -------------------------------------- |
| Positie                                | 34                                     | 14                                     | 11                                     | 9                                      | 16                                     | 16                                     | 19                                     | 34                                     | 28                                     | uit                                    |

### TROS Top 50
Hitnotering: 26-03-1981 t/m 28-05-1981. Hoogste notering: #12.

### TROS Europarade
Hitnotering: 31-05-1981 t/m 14-06-1981. Hoogste notering: #14 (1 week).

### NPO Radio 2 Top 2000
| Nummer met noteringen in de NPO Radio 2 Top 2000 | '99 | '00 | '01 | '02 | '03 | '04 | '05 | '06 | '07 | '08 | '09 | '10 | '11 | '12 | '13 | '14 | '15  | '16  | '17  | '18  | '19  | '20  | '21  | '22  | '23  | '24  |
| ------------------------------------------------ | --- | --- | --- | --- | --- | --- | --- | --- | --- | --- | --- | --- | --- | --- | --- | --- | ---- | ---- | ---- | ---- | ---- | ---- | ---- | ---- | ---- | ---- |
| Keep On Loving You                               | 383 | 481 | 440 | 515 | 412 | 582 | 718 | 792 | 960 | 673 | 835 | 904 | 936 | 979 | 989 | 943 | 1036 | 1048 | 1125 | 1108 | 1084 | 1000 | 1106 | 1085 | 1192 | 1255 |

1. ↑  Een vetgedrukt getal geeft de hoogste notering aan.